# Always Centered at Night
Always Centered at Night è il ventiduesimo album in studio del musicista statunitense Moby, pubblicato il 14 giugno 2024 dalla sua etichetta discografica dello stesso nome, la Always Centered at Night, e dalla Mute Records.

## Tracce
1. On Air (with Serpentwithfeet) – 4:11
2. Dark Days (with Lady Blackbird) – 3:32
3. Where Is Your Pride? (with Benjamin Zephaniah) – 3:38
4. Transit (with Gaidaa) – 5:11
5. Wild Flame (with Danaé) – 4:41
6. Precious Mind (with India Carney) – 4:54
7. Should Sleep (with J.P. Bimeni) – 4:27
8. Feelings Come Undone (featuring Raquel Rodriguez) – 4:05
9. Medusa (with Aynzli Jones) – 6:04
10. We're Going Wrong (with Brie O'Banion) – 4:19
11. Fall Back (with Akemi Fox) – 4:12
12. Sweet Moon (with Choklate) – 5:12
13. Ache For (with José James) – 5:28